# Остров Ласточкин
Остров Ласточкин расположен в центральной части залива Лехмалахти Ладожского озера, в Приозерском районе Ленинградской области. Расстояние от берега 650 м. Отделяется узкой заросшей протокой от острова Белоярский. Ближайшие острова — Медвежий, Ягодный и Белоярский. Своё название получил из-за залива с южной стороны, напоминающего хвост ласточки. С юго-востока расположены мыс Ровный и залив Гладкий. С севера — несколько безымянных островов. Длина от 1 до 1.5 км. Характерны гранитные скальные выступы.

## Природа
Из деревьев на острове произрастают сосна, ель, берёза, рябина. Из мелких кустарничков черника и брусника. Из птиц чайки, крачки, дятлы и синицы. Встречаются змеи.

## Экология
Остров загрязняется приезжающими туристами. Вода у берегов питьевая.

## Население
Постоянного населения на острове нет.